# ×Astrolista
×Astrolista és un notogènere d'híbrids intergenèrics naturals a la regió del Petit Karoo, a la província sud-africana del Cap Occidental.

## Taxonomia

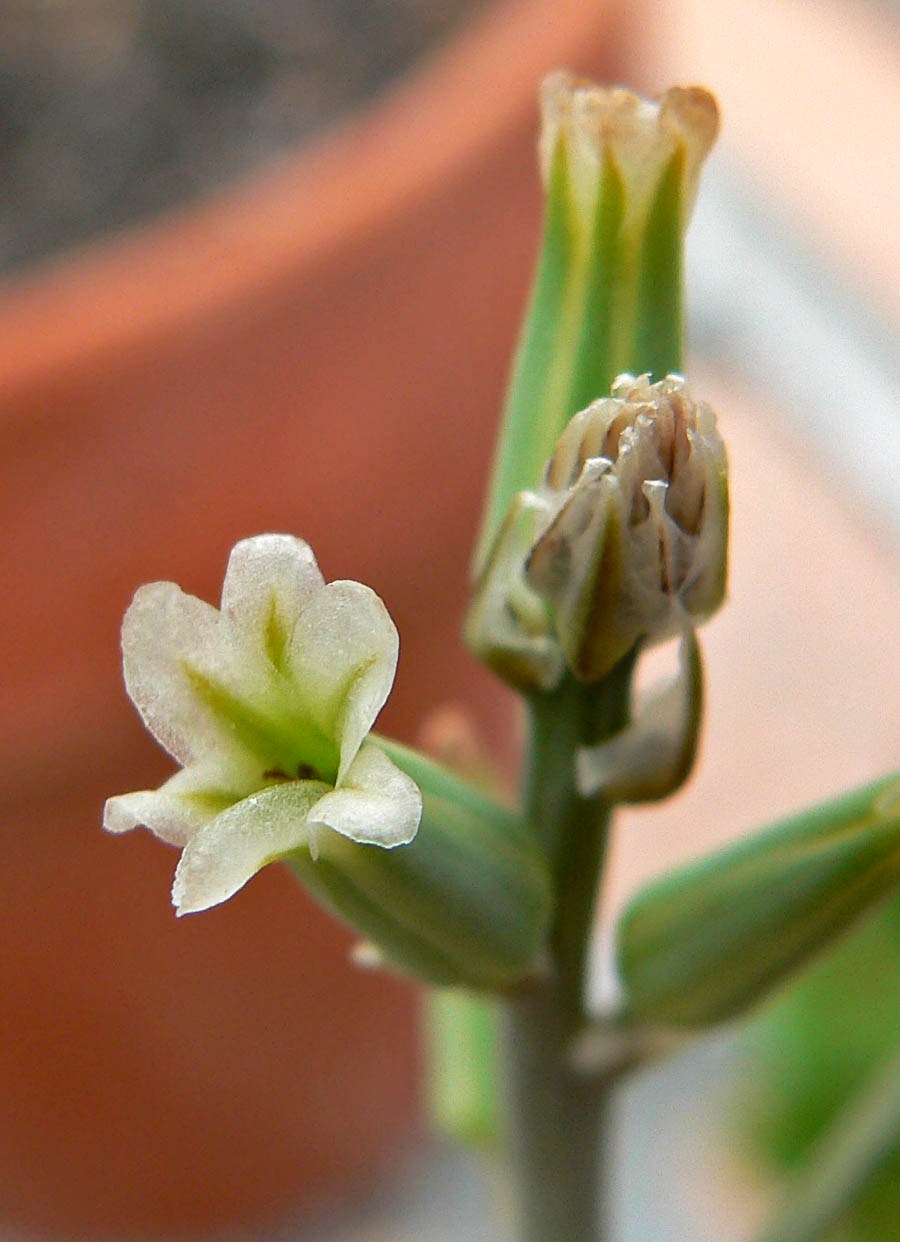
Flor

El notogènere només conté una espècie ×Astrolista bicarinata, que és un híbrid natural molt comú i extremadament variable entre Tulista pumila i Astroloba corrugata.

## Descripció
×Astrolista bicarinata se la pot identificar per la seva gran mida, per la gran quantitat de petits tubercles que cobreixen les seves fulles (sovint en línies longitudinals) i per la seva alçada i inflorescència ramificada. Les fulles solen ser rectes, de vegades incurvades o recurvades. També solen tenir quilles -de vegades diverses- i les flors mostren certa semblança amb les flors de Tulista pumila. Apareixen en una inflorescència que sol ser ramificada.

## Distribució i hàbitat
×Astrolista bicarinata es produeix quan la seva distribució natural se superposa a l'extrem occidental del Petit Karoo, Sud-àfrica.

## Taxonomia
×Astrolista bicarinata va ser descrita per (Haw.) Molteno & Figueiredo i publicat a Bradleya 35: 196, a l'any 2017.
Etimologia
Astrolista: és l'acrònim d'Astroloba i Tulista.
bicarinata: epítet llatí que significa "que té dues quilles", que es refereix a la forma en què algunes plantes tenen diverses quilles a les seves fulles.
Sinonímia
- Apicra × bicarinata Haw., Suppl. Pl. Succ.: 62 (1819). (Basiònim/Sinònim substituït
- Aloe × bicarinata (Haw.) Spreng., Syst. Veg., 2: 70 (1825).
- Astroloba bicarinata (Haw.) Uitewaal, Succulenta (Netherlands) 28: 53 (1947).
- Haworthia × bicarinata (Haw.) Parr, Bull. African Succ. Pl. Soc. 6: 195 (1971).
- × Astroworthia bicarinata (Haw.) G.D.Rowley, Natl. Cact. Succ. J. 28: 7 (1973).
- Tulista × bicarinata (Haw.) G.D.Rowley, Alsterworthia Int., Special Issue 10: 5 (2013).[4]